# Javier Güémez
Javier Güémez López (Culiacán, Sinaloa, México; 18 de octubre de 1990) es un futbolista mexicano. Juega como Mediocentro defensivo y su actual equipo es el Club Santos Laguna de la Primera División de México.

## Trayectoria

### Inicios y Dorados de Sinaloa
Javier Güémez se formó en las fuerzas básicas de KWAS, tuvo grandes desempeños en las categorías Sub-17 y Sub-20 al tener un gran potencial, fue llevado al primer equipo.
Debutó el 1 de agosto de 2010 ante los Reboceros de la Piedad.

### Club Tijuana
El 23 de junio del 2013 ficha por el Club Tijuana de la Liga MX para el Apertura 2013.
Debuta en Primera División, el 3 de julio del 2013, ante los Pumas de la UNAM con una victoria de 2-0 en casa. Javier Güémez no tardó en ganarse la confianza del cuerpo técnico, convirtiéndose en titular y pieza clave del equipo en liga y anotando su primer gol con el club en la Copa MX. 
En el Clausura 2014, Xolos logró la clasificación a la liguilla, con Güémez siendo el líder del medio campo del Xolaje. Sin embargo, Javier no pudo evitar la eliminación del equipo en cuartos de final contra el Deportivo Toluca.

### Club América
El 5 de junio del 2015 se confirma el traspaso al Club América por  4 millones de dólares siendo así el primer refuerzo de cara al Apertura 2015.
El 20 de julio del 2015 Güémez debuta con el Club América jugando los 90' minutos en la derrota de 0-1 ante el Santos Laguna en el Campeón de Campeones 2014-15.

### Querétaro Fútbol Club
El 7 de junio del 2017 se confirma el traspaso de Güémez al Querétaro Fútbol Club, en compra definitiva por 3 millones de dólares convirtiéndose en el primer refuerzo de cara al Apertura 2017.

### Deportivo Toluca Fútbol Club
El 19 de diciembre de 2019 es oficializado como refuerzo de los diablos después de la incertidumbre que se originó con el jugador, pues, se rumoreaba que llegaría a los Tigres de la UANL.

## Estadísticas

### Clubes
Actualizado al último partido jugado el 6 de octubre de 2024.
| Dorados de Sinaloa · México | 2.ª                 | 2010-11             | 18  | 1  | -  | - | - | - | 18  | 1  | 0.05 |
| Dorados de Sinaloa · México | 2.ª                 | 2011-12             | 21  | 0  | -  | - | - | - | 21  | 0  | 0.00 |
| Dorados de Sinaloa · México | 2.ª                 | 2012-13             | 26  | 0  | 14 | 1 | - | - | 40  | 1  | 0.02 |
| Dorados de Sinaloa · México | Total               | Total               | 65  | 1  | 14 | 1 | 0 | 0 | 79  | 2  | 0.02 |
| C. Tijuana · México | 1.ª                 | 2013-14             | 31  | 2  | -  | - | 3 | 0 | 34  | 2  | 0.05 |
| C. Tijuana · México | 1.ª                 | 2014-15             | 34  | 0  | 3  | 0 | - | - | 37  | 0  | 0.00 |
| C. Tijuana · México | Total               | Total               | 65  | 2  | 3  | 0 | 3 | 0 | 71  | 2  | 0.02 |
| C. América · México | 1.ª                 | 2015-16             | 17  | 0  | 1  | 0 | 1 | 0 | 19  | 0  | 0.00 |
| C. América · México | 1.ª                 | 2016-17             | 12  | 0  | 8  | 0 | - | - | 20  | 0  | 0.00 |
| C. América · México | Total               | Total               | 29  | 0  | 9  | 0 | 1 | 0 | 39  | 0  | 0.00 |
| Querétaro F. C. · México | 1.ª                 | 2017-18             | 32  | 2  | 5  | 1 | - | - | 37  | 3  | 0.08 |
| Querétaro F. C. · México | 1.ª                 | 2018-19             | 31  | 1  | 5  | 1 | - | - | 36  | 2  | 0.06 |
| Querétaro F. C. · México | 1.ª                 | 2019                | 0   | 0  | 1  | 0 | - | - | 1   | 0  | 0.00 |
| Querétaro F. C. · México | Total               | Total               | 63  | 3  | 11 | 2 | 0 | 0 | 74  | 5  | 0.07 |
| D. Toluca F. C. · México | 1.ª                 | C-2020              | 9   | 1  | 5  | 2 | - | - | 14  | 3  | 0.21 |
| D. Toluca F. C. · México | 1.ª                 | A-2020              | 14  | 1  | -  | - | - | - | 14  | 1  | 0.08 |
| D. Toluca F. C. · México | Total               | Total               | 23  | 2  | 5  | 2 | 0 | 0 | 28  | 4  | 0.15 |
| C. Atlético de San Luis · México | 1.ª                 | C-2021              | 17  | 0  | -  | - | - | - | 17  | 0  | 0.00 |
| C. Atlético de San Luis · México | 1.ª                 | 2021-22             | 36  | 0  | -  | - | - | - | 36  | 0  | 0.00 |
| C. Atlético de San Luis · México | 1.ª                 | 2022-23             | 35  | 1  | -  | - | - | - | 35  | 1  | 0.05 |
| C. Atlético de San Luis · México | 1.ª                 | 2023-24             | 38  | 3  | -  | - | 2 | 0 | 40  | 3  | 0.08 |
| C. Atlético de San Luis · México | 1.ª                 | 2024-25             | 20  | 1  | -  | - | 1 | 0 | 21  | 1  | 0.08 |
| C. Atlético de San Luis · México | Total               | Total               | 146 | 5  | 0  | 0 | 3 | 0 | 149 | 5  | 0.01 |
| C. Santos Laguna · México | 1.ª                 | 2024-25             | 0   | 0  | 0  | 0 | 0 | 0 | 0   | 0  | 0.00 |
| C. Santos Laguna · México | Total               | Total               | 0   | 0  | 0  | 0 | 0 | 0 | 0   | 0  | 0.00 |
| Total en su carrera | Total en su carrera | Total en su carrera | 391 | 13 | 42 | 5 | 7 | 0 | 440 | 18 | 0.04 |
| (1) Incluye datos de Copa México (2013-17). (2) Incluye datos de Liga de Campeones de la Concacaf (2015-16). (3) No incluye goles en partidos amistosos. |                     |                     |     |    |    |   |   |   |     |    |      |

## Selección nacional

### Selección mayor
| Club               | País   | PJ | Goles | Periodo         |
| ------------------ | ------ | -- | ----- | --------------- |
| Selección Mexicana | México | 12 | 1     | 2014 - Presente |

Gracias a su buen momento con el Club Tijuana fue convocado por Miguel Herrera a la Selección mexicana. 
Debutó el 9 de octubre del 2014 ante Honduras. El 11 de mayo del 2015, Güemez fue incluido en la lista preliminar de los 23 futbolistas que irán a disputar la Copa América 2015 realizada en Chile.
El 12 de junio del 2015 debuta con la selección mayor en la Copa América 2015 donde fue pieza clave en el Medio campo ante Bolivia, el partido terminó en un empate a 0-0.

### Participaciones en Copa América
| Copa                          | Sede                          | Resultado                     | Partidos |
| ----------------------------- | ----------------------------- | ----------------------------- | -------- |
| Copa América 2015             | Chile                         | Primera fase                  | 3        |
| Total parcial en Copa América | Total parcial en Copa América | Total parcial en Copa América | 3        |

## Palmarés

### Títulos internacionales
| Título  | Club               | País   | Año  |
| ------- | ------------------ | ------ | ---- |
| Copa MX | Dorados de Sinaloa | México | 2012 |

| Título                  | Club    | País           | Año     |
| ----------------------- | ------- | -------------- | ------- |
| Concacaf Liga Campeones | América | México         | 2015-16 |
| Copa Concacaf           | México  | Estados Unidos | 2015    |